# Francesc Nel·lo i German
Francesc Nel·lo i Germán (Barcelona, 1931) és un director de teatre català. És fill de l'escenògraf Francesc Nel·lo i Ventosa. És pare del saxofonista i compositor Dani Nel·lo, del geògraf i urbanista i diputat al Parlament de Catalunya Oriol Nel·lo i de l'escriptor i traductor guardonat amb el premi Sant Jordi de novel·la David Nel·lo.
Va estudiar amb Ricard Salvat a l'Escola d'Art Dramàtic Adrià Gual. Va ser professor de l'Institut del Teatre des de 1971. Dirigí muntatges teatrals a la Universitat de Barcelona i va formar part de l'anomenat teatre Independent. El 1966 va crear el Grup de l'Òliba i el Grup de Teatre Independent (GTI) amb qui va estrenar el 1967 al Teatre de l'Aliança del Poble Nou una adaptació d'una obra de Beaumarchais, La diada boja o les noces de Fígaro, editada l'any següent i reeditada al cap de més de vint anys quan el 1989 la companyia del Teatre Lliure, la posà en escena amb el títol de Les noces de Fígaro.
D'altres muntatges seus són obres tals com El metge a garrotades de Molière (1967), La comèdia de l'olla de Plaute (1967),l'anònim francès del segle xv La farsa del Mestre Pathélin (1969) i Guillem Tell de Schiller (1971). Va dirigir també Tassarba d'Enric Morera al Gran Teatre del Liceu de Barcelona (1966). Ha publicat La pell de magrana i set contes més (1958).
Ha treballat per a TVE com a realitzador, guionista i ambientador artístic, i ha estat assessor de l'equip del Centre Dramátic de la Generalitat de Catalunya en l'época en qué Hermann Bonnín n'era director.